# Lactarius lactarius
Famille
Genre
Espèce
Lactarius lactarius est une espèce de poissons de l'ordre des Perciformes, l'unique espèce de la famille monotypique des Lactariidae où elle est représentée par un seul genre, Lactarius (également monotypique).

## Description
L. lactarius est un poisson de taille moyenne (40 cm) que l'on trouve en eau de mer ou saumâtre jusqu'à -100 m de profondeur dans l'océan Indien et le Pacifique ouest (Afrique de l'Est, Asie du Sud-Est, nord du Japon, sud du Queensland, Australie...).

## Synonymes
- Lactarius burmanicus Lloyd, 1907
- Lactarius delicatulus Valenciennes, 1833
- Scomber lactarius Bloch & Schneider, 1801